# Лубоед большой еловый
Лубоед большой еловый (лат. Dendroctonus micans) — вид жуков-долгоносиков из подсемейства короедов. Распространён в Северной и Средней Европе, Прибалтике и России.
Длина тела взрослых насекомых 5—7 мм. Тело продолговатое и вальковатое, коренастое, чёрное, блестящее, только усики и лапки ржаво-красные.
Заселяют ели — ель сибирскую, ель европейскую, ель сибирскую и ель аянскую, а также пихту польскую, пихту сибирскую, пихту цельнолистную и сосну обыкновенную.